# Миклаші
Миклаші́ — село в Україні, у Ямпільській селищній громаді Шепетівського району Хмельницької області. Населення становить 532 особи.

## Географія
Село над річкою Полквою.

## Історія
Станом на 1629 рік Сенюти були серед найбільших землевласників колишнього панського прошарку й володіли на Волині 1543 димами. Тихомль, як Миклаші та Вовчківці, були вислужені Сенютами ще в XV столітті. Поблизькі Ляхівці, Жемелинці, Ольшаниця, Войнигів, Жижниківці та Кошелівці, походили зі спадщини Калениковичів, освоєної Сенютами протягом XVI — першої половини XVII століття.
У 1906 році село Семенівської волості Острозького повіту Волинської губернії. Відстань від повітового міста 53 верст, від волості 3. Дворів 180, мешканців 1266.
В ХІХ столітті в селі знайдено крем’яний серп. (Археологія та стародавня історія Білогірського району)

## Населення

### Мова
Розподіл населення за рідною мовою за даними перепису 2001 року:
| Мова       | Кількість | Відсоток |
| ---------- | --------- | -------- |
| українська | 531       | 99.81%   |
| російська  | 1         | 0.19%    |
| Усього     | 532       | 100%     |